# Univers interactif
Univers interactif est un magazine consacré au rapport entre nouvelles technologies et société édité par Pressimage entre février 1995 et juin 1996.
Son fondateur et rédacteur en chef était Ariel Wizman.
La plupart des numéros étaient vendus avec un CD-ROM faisant office de média interactif. Il contenait par exemple de l'infographie et autres sortes d'art numérique.